# Здоровка (Кировоградская область)
Здоровка (укр. Здорівка; до 2024 года — Перше Травня) — село в Новгородковской поселковой общине Кропивницкого района Кировоградской области Украины.
Население по переписи 2001 года составляло 5 человек. Почтовый индекс — 28213. Телефонный код — 5241. Код КОАТУУ — 3523483604.
До 2020 года входило в Новгородковский район. В сентябре 2024 года, постановлением Верховной Рады Украины селу было присвоено название Здоровка